# آرثر بن
آرثر بن (بالإنجليزية: Arthur Penn)‏ (و. 1922 – 2010 م) هو مخرج أفلام، ومنتج أفلام، وكاتب سيناريو، ومخرج مسرحي، من الولايات المتحدة، ولد في فيلادلفيا، توفي في مانهاتن، عن عمر يناهز 88 عاماً، بسبب قصور القلب.

## التعليم
تعلم في كلية الجبل الأسود ‏.

## جوائز وترشيحات
حصل على جوائز منها:
- جائزة توني لأفضل إخراج مسرحي [الإنجليزية]‏ (1960)
- الدب الفخري الذهبي [الإنجليزية]‏.

ترشح لـ:
- جائزة توني لأفضل إخراج مسرحي [الإنجليزية]‏ (1961)
- Tony Award for Best Director [الإنجليزية]‏ (1958)
- جائزة الأوسكار لأفضل مخرج، عن عمل: Alice's Restaurant (film) [الإنجليزية]‏
- جائزة الأوسكار لأفضل مخرج، عن عمل: بوني وكلايد
- جائزة الأوسكار لأفضل مخرج، عن عمل: صانعة المعجزات.

## وصلات خارجية
- آرثر بن على موقع IMDb (الإنجليزية)
- آرثر بن على موقع الموسوعة البريطانية (الإنجليزية)
- آرثر بن على موقع روتن توميتوز (الإنجليزية)
- آرثر بن على موقع مونزينجر (الألمانية)
- آرثر بن على موقع ألو سيني (الفرنسية)
- آرثر بن على موقع تيرنر كلاسيك موفيز (الإنجليزية)
- آرثر بن على موقع أول موفي (الإنجليزية)
- آرثر بن على موقع قاعدة بيانات برودواي على الإنترنت (الإنجليزية)
- آرثر بن على موقع قاعدة بيانات الأفلام السويدية (السويدية)
- آرثر بن على موقع إن إن دي بي (الإنجليزية)